# Türkiye Kupası 2014-2015
La Coppa di Turchia 2014-2015, nota come Ziraat Türkiye Kupası 2014-2015 per ragioni sponsorizzazione, è stata la 53ª edizione del trofeo. Il torneo è iniziato il 3 settembre 2014 e si è conclusa il 3 giugno 2015. Il Galatasaray si è aggiudicato il trofeo per la 16ª volta nella sua storia, la seconda consecutiva.

## Turno preliminare
Al turno preliminare partecipano 32 squadre provenienti dal Bölgesel Amatör Lig, quinto livello del campionato turco di calcio.
| Squadra 1             | Risultato   | Squadra 2             |
| --------------------- | ----------- | --------------------- |
| 3 settembre 2014      |             |                       |
| Edirnespor Gençlik    | 0 – 2       | Beyköy Belediyespor   |
| Tekirdağspor          | 3 – 0       | Altınova Belediyespor |
| Karaman               | 2 – 1       | Uşakspor              |
| Eğirdirspor           | 1 – 5       | Bucak Oğuzhanspor     |
| Bartınspor            | 3 – 2       | Kastamonuspor         |
| Sinopspor             | 1 – 0 (dts) | Yeni Amasyaspor       |
| Sorgun Belediyespor   | 2 – 1       | MKE Kırıkkalespor     |
| Nevşehirspor Gençlik  | 4 – 1       | Kırşehirspor          |
| Mardinspor            | 2 – 1       | Kilis Belediyespor    |
| Osmaniyespor          | 3 – 0       | Adıyamanspor          |
| Dersim Spor           | 8 – 1       | Hasköy Yıldızspor     |
| Bingölspor            | 6 – 0       | Patnos                |
| Arhavispor            | 1 – 0       | Karsspor              |
| Iğdır Aras Spor       | 3 – 4       | Ardahan Spor          |
| Yüksekova             | 1 – 2       | Cizre Basraspor       |
| Tatvan Gençlerbirliği | 2 – 1       | Kurtalanspor          |

## Primo turno
Al primo turno accedono le 16 squadre vincenti il turno preliminare e 35 squadre appartenenti alla TFF 3. Lig, quarto livello del campionato turco di calcio.
| Squadra 1               | Risultato             | Squadra 2                   |
| ----------------------- | --------------------- | --------------------------- |
| 10 settembre 2014       |                       |                             |
| Bozüyükspor             | Canc.                 | Bursa Nilüferspor           |
| İstanbulspor            | 0 – 5                 | Tekirdağspor                |
| Sorgun Belediyespor     | 0 – 2                 | Etimesgut Belediyespor      |
| Eyüpspor                | 0 – 0 (dts) (3-4 dcr) | Silivrispor                 |
| TUTAP Şekerspor         | 1 – 3 (dts)           | Çorum Belediyespor          |
| Halide Edip Adıvarspor  | 1 – 3                 | Gaziosmanpaşaspor           |
| Sinopspor               | 0 – 0 (dts) (2-4 dcr) | Çankırıspor                 |
| İ. Güngörenspor         | 1 – 0                 | Çatalcaspor                 |
| Bartınspor              | 2 – 3                 | Zonguldakspor               |
| Gölcükspor              | 2 – 1                 | Maltepespor                 |
| Ardahan Spor            | 1 – 2                 | Trabzon Akçaabat            |
| Sakaryaspor             | 1 – 1 (dts) (5-3 dcr) | Sancaktepe                  |
| Arsinspor               | 0 – 1                 | Erzurumspor FK              |
| Derince Belediyespor    | 2 – 1                 | Beylerbeyi                  |
| Arhavispor              | 0 – 3                 | Bayburt Grup Özel İdarespor |
| Tatvan Gençlerbirliği   | 1 – 1 (dts) (3-4 dcr) | Yeni Diyarbakırspor         |
| Vanspor                 | 2 – 3                 | Batman Petrolspor           |
| Bingölspor              | 1 – 0                 | Dersim Spor                 |
| Erzin Belediyespor      | 1 – 0                 | Osmaniyespor                |
| Erzincan Refahiyespor   | 1 – 2 (dts)           | Sivas Dört Eylül            |
| Mardinspor              | 1 – 4                 | Cizre Basraspor             |
| Nevşehirspor Gençlik    | 0 – 1 (dts)           | Kahramanmaraşspor           |
| Niğde                   | 1 – 1 (dts) (5-4 dcr) | Kayseri Şekerespor          |
| Payas Belediyespor 1975 | 1 – 2                 | Kırıkhanspor                |
| 68 Yeni Aksarayspor     | 2 – 0                 | Karaman                     |
| Anadolu Üsküdar         | 1 – 0 (dts)           | Beyköy Belediyespor         |
| Ankara Demirspor        | 1 – 2                 | Adliyespor                  |
| FBM Yaşamspor           | 1 – 0                 | Çine Madranspor             |
| Dardanel                | 0 – 1                 | Ayvalikgucu                 |
| Manavgat Evrensekispor  | 2 – 3                 | Denizli Belediyespor        |
| Orhangazispor           | 2 – 3                 | Yeşil Bursa SK              |
| Sandıklıspor            | 1 – 0 (dts)           | Kizilcabolukspor            |
| Tekirova Belediyespor   | 2 – 0                 | Bucak Oğuzhanspor           |
| Tirespor                | 2 – 0                 | Bergama Belediyespor        |
| Tuzlaspor               | 3 – 1                 | Darıca Gençlerbirliği       |

## Secondo turno
Al secondo turno accedono le 35 squadre vincenti il primo turno, 8 squadre provenienti dalla Süper Lig, 18 squadre provenienti dalla TFF 1. Lig e 37 squadre provenienti dalla TFF 2. Lig.
| Squadra 1                   | Risultato             | Squadra 2              |
| --------------------------- | --------------------- | ---------------------- |
| 23 settembre 2014           |                       |                        |
| Tekirdağspor                | 1 – 5                 | Çaykur Rizespor        |
| Trabzon Akçaabat            | 0 – 0 (dts) (4-2 dcr) | Denizlispor            |
| Bayrampaşaspor              | 1 – 1 (dts) (5-4 dcr) | Adanaspor              |
| Çorum Belediyespor          | 2 – 2 (dts) (3-4 dcr) | Manisaspor             |
| Yeni Diyarbakırspor         | 1 – 2                 | Samsunspor             |
| Anadolu Selçukspor          | 1 – 2                 | Gaziantep              |
| Bucaspor                    | 2 – 1                 | Batman Petrolspor      |
| Kayserispor                 | 7 – 0                 | Kahramanmaraş          |
| Osmanlıspor                 | 0 – 2                 | Kırıkhanspor           |
| Göztepe                     | 2 – 1                 | Bursa Nilüferspor      |
| Tarsus İdman Yurdu          | 1 – 6                 | Eskişehirspor          |
| 24 settembre 2014           |                       |                        |
| Cizre Basraspor             | 3 – 1                 | Aydınspor              |
| Hacettepe                   | 0 – 0 (dts) (2-4 dcr) | Konyaspor              |
| Bayburt Grup Özel İdarespor | 1 – 1 (dts) (4-2 dcr) | Pendikspor             |
| Diyarbakır BB               | 4 – 2 (dts)           | Adliyespor             |
| FBM Yaşamspor               | 1 – 1 (dts) (3-1 dcr) | Balıkesirspor          |
| Ofspor                      | 1 – 0                 | Tirespor               |
| Bugsaşspor                  | 0 – 1 (dts)           | 68 Yeni Aksarayspor    |
| Çankırıspor                 | 2 – 1 (dts)           | Nazilli Belediyespor   |
| Fatih Karagümrük            | 3 – 2 (dts)           | Bandırmaspor           |
| Gölbaşıspor                 | 1 – 1 (dts) (4-3 dcr) | Kırklarelispor         |
| Hatayspor                   | 3 – 1                 | Gaziosmanpaşaspor      |
| İnegölspor                  | 2 – 0                 | Niğde                  |
| Keçiörengücü                | 2 – 1                 | Boluspor               |
| Körfez                      | 0 – 1                 | Alanyaspor             |
| Sakaryaspor                 | 2 – 2 (dts) (6-7 dcr) | Giresunspor            |
| Sandıklıspor                | 1 – 0                 | Kocaeli Birlik Spor    |
| Sarıyer                     | 3 – 0                 | Turgutluspor           |
| Tepecik Belediyespor        | 2 – 0                 | Anadolu Üsküdar        |
| Tavşanlı Linyitspor         | 1 – 1 (dts) (6-5 dcr) | Denizli Belediyespor   |
| Tuzlaspor                   | 2 – 0                 | Kartalspor             |
| Ümraniyespor                | 2 – 1                 | Pazarspor              |
| Yeşil Bursa SK              | 1 – 3                 | 1461 Trabzon           |
| Zonguldakspor               | 4 – 2                 | Gümüşhanespor          |
| Kahramanmaraşspor           | 4 – 2 (dts)           | Bingölspor             |
| Yeni Malatyaspor            | 1 – 0                 | Eyüpspor               |
| Adana Demirspor             | 4 – 1                 | İ. Güngörenspor        |
| K. Erciyesspor              | 0 – 1                 | Etimesgut Belediyespor |
| Mersin İ. Yurdu             | 3 – 0                 | Tekirova Belediyespor  |
| Orduspor                    | 2 – 1 (dts)           | Düzyurtspor            |
| Altınordu                   | 2 – 0                 | Menemen                |
| Ankaragücü                  | 2 – 0                 | Gölcükspor             |
| Fethiyespor                 | 1 – 0                 | Derince Belediyespor   |
| Karşıyaka                   | 1 – 1 (dts) (3-4 dcr) | Altay                  |
| 25 settembre 2014           |                       |                        |
| Erzin Belediyespor          | 0 – 5                 | Gaziantepspor          |
| Elazığspor                  | 3 – 2                 | Ayvalikgucu            |
| Şanlıurfaspor               | 3 – 3 (dts) (1-3 dcr) | Sivas Dört Eylül       |
| Antalyaspor                 | 1 – 3                 | Erzurumspor FK         |
| İstanbul Başakşehir         | 1 – 0                 | Tokatspor              |

## Terzo turno
Al terzo turno accedono le 49 squadre vincenti il secondo turno e 5 squadre provenienti dalla Süper Lig (Kasımpaşa, Karabükspor, Bursaspor, Gençlerbirliği e Akhisar Belediyespor). Le vincenti accedono alla fase a gironi.
| Squadra 1                   | Risultato             | Squadra 2              |
| --------------------------- | --------------------- | ---------------------- |
| 28 ottobre 2014             |                       |                        |
| Cizre Basraspor             | 2 – 0                 | Göztepe                |
| Tuzlaspor                   | 3 – 1                 | Kasımpaşa              |
| Gençlerbirliği              | 6 – 0                 | Etimesgut Belediyespor |
| Akhisar Belediyespor        | 2 – 1 (dts)           | Erzurumspor FK         |
| 29 ottobre 2014             |                       |                        |
| Kırıkhanspor                | 0 – 4                 | Eskişehirspor          |
| 1461 Trabzon                | 0 – 1                 | Sivas Dört Eylül       |
| Keçiörengücü                | 1 – 0 (dts)           | Fethiyespor            |
| Diyarbakır BB               | 3 – 2 (dts)           | Alanyaspor             |
| Kahramanmaraşspor           | 1 – 3                 | Fatih Karagümrük       |
| Bayrampaşaspor              | 0 – 1                 | Giresunspor            |
| Çankırıspor                 | 2 – 3                 | Gaziantepspor          |
| Tavşanlı Linyitspor         | 0 – 2                 | Ankaragücü             |
| Gaziantep                   | 1 – 0                 | 68 Yeni Aksarayspor    |
| Samsunspor                  | 0 – 0 (dts) (4-1 dcr) | Yeni Malatyaspor       |
| Altınordu                   | 1 – 0                 | Ofspor                 |
| Bursaspor                   | 2 – 0                 | Tepecik Belediyespor   |
| Çaykur Rizespor             | 4 – 1                 | Trabzon Akçaabat       |
| 30 ottobre 2014             |                       |                        |
| İnegölspor                  | 2 – 2 (dts) (2-4 dcr) | Karabükspor            |
| Sarıyer                     | 1 – 0                 | Orduspor               |
| Gölbaşıspor                 | 0 – 0 (dts) (3-4 dcr) | Kayserispor            |
| Altay                       | 1 – 2                 | Konyaspor              |
| Mersin İ. Yurdu             | 2 – 0                 | Hatayspor              |
| 5 novembre 2014             |                       |                        |
| Bayburt Grup Özel İdarespor | 2 – 2 (dts) (5-4 dcr) | Bucaspor               |
| FBM Yaşamspor               | 1 – 0                 | Elazığspor             |
| Manisaspor                  | 2 – 1 (dts)           | Zonguldakspor          |
| Adana Demirspor             | 2 – 0                 | Sandıklıspor           |
| İstanbul Başakşehir         | 3 – 1 (dts)           | Ümraniyespor           |

## Fase a gruppi
Alla fase a gruppi accedono le 27 squadre vincenti il terzo preliminare e le migliori 5 squadre della Süper Lig 2013-2014 (Fenerbahçe, Galatasaray, Beşiktaş, Trabzonspor e Sivasspor). Le 32 squadre sono divise in 8 gruppi da 4 squadre ciascuno. Le squadre si affrontano in un girone di andata e ritorno. Si qualificano agli ottavi di finale le prime due classificate di ciascun girone.

### Gruppo A
| Pos. | Squadra       | Pt | G | V | N | P | GF | GS | DR  |
| ---- | ------------- | -- | - | - | - | - | -- | -- | --- |
| 1.   | Tuzlaspor     | 13 | 6 | 4 | 1 | 1 | 13 | 10 | +3  |
| 2.   | Sivasspor     | 12 | 6 | 4 | 0 | 2 | 13 | 6  | +7  |
| 3.   | Gaziantepspor | 8  | 6 | 2 | 2 | 2 | 8  | 8  | 0   |
| 4.   | Gaziantep     | 1  | 6 | 0 | 1 | 5 | 5  | 15 | -10 |

|                | GBB   | GAZ   | SIV   | TUZ   |
| -------------- | ----- | ----- | ----- | ----- |
| Gaziantep B.B. |       | 1 – 3 | 1 – 2 | 2 – 3 |
| Gaziantepspor  | 0 – 0 |       | 0 – 2 | 2 – 2 |
| Sivasspor      | 4 – 0 | 1 – 2 |       | 3 – 0 |
| Tuzlaspor      | 3 – 1 | 2 – 1 | 3 – 1 |       |

### Gruppo B
| Pos. | Squadra              | Pt | G | V | N | P | GF | GS | DR  |
| ---- | -------------------- | -- | - | - | - | - | -- | -- | --- |
| 1.   | Trabzonspor          | 12 | 6 | 3 | 3 | 0 | 14 | 1  | +13 |
| 2.   | Manisaspor           | 7  | 6 | 2 | 1 | 3 | 6  | 16 | -10 |
| 3.   | Keçiörengücü         | 6  | 6 | 1 | 3 | 2 | 5  | 6  | -1  |
| 4.   | Akhisar Belediyespor | 6  | 6 | 1 | 3 | 2 | 6  | 8  | -2  |

|                      | AKH   | KEÇ   | MAN   | TRA   |
| -------------------- | ----- | ----- | ----- | ----- |
| Akhisar Belediyespor |       | 1 – 2 | 3 – 2 | 0 – 2 |
| Keçiörengücü         | 1 – 1 |       | 1 – 2 | 1 – 1 |
| Manisaspor           | 1 – 1 | 1 – 0 |       | 0 – 2 |
| Trabzonspor          | 0 – 0 | 0 – 0 | 9 – 0 |       |

### Gruppo C
| Pos. | Squadra          | Pt | G | V | N | P | GF | GS | DR |
| ---- | ---------------- | -- | - | - | - | - | -- | -- | -- |
| 1.   | Bursaspor        | 12 | 6 | 3 | 3 | 0 | 14 | 5  | +9 |
| 2.   | Mersin İ. Yurdu  | 8  | 6 | 2 | 2 | 2 | 8  | 9  | -1 |
| 3.   | Fatih Karagümrük | 7  | 6 | 2 | 1 | 3 | 3  | 10 | -7 |
| 4.   | Samsunspor       | 5  | 6 | 1 | 2 | 3 | 8  | 9  | -1 |

|                    | BUR   | FAT   | MER   | SAM   |
| ------------------ | ----- | ----- | ----- | ----- |
| Bursaspor          |       | 3 – 0 | 1 – 1 | 1 – 1 |
| Fatih Karagümrük   | 1 – 1 |       | 1 – 0 | 0 – 3 |
| Mersin İdman Yurdu | 0 – 5 | 3 – 0 |       | 3 – 1 |
| Samsunspor         | 2 – 3 | 0 – 1 | 1 – 1 |       |

### Gruppo D
| Pos. | Squadra             | Pt | G | V | N | P | GF | GS | DR |
| ---- | ------------------- | -- | - | - | - | - | -- | -- | -- |
| 1.   | Karabükspor         | 13 | 6 | 4 | 1 | 1 | 12 | 6  | +6 |
| 2.   | İstanbul Başakşehir | 9  | 6 | 2 | 3 | 1 | 9  | 8  | +1 |
| 3.   | Ankaragücü          | 5  | 6 | 1 | 2 | 3 | 6  | 11 | -4 |
| 4.   | Sivas Dört Eylül    | 5  | 6 | 1 | 2 | 3 | 6  | 8  | -2 |

|                     | ANK   | IST   | KAR   | SIV   |
| ------------------- | ----- | ----- | ----- | ----- |
| MKE Ankaragücü      |       | 1 – 1 | 0 – 3 | 1 – 1 |
| İstanbul Başakşehir | 3 – 2 |       | 1 – 2 | 0 – 0 |
| Karabükspor         | 2 – 0 | 2 – 2 |       | 2 – 1 |
| Sivas Dört Eylül    | 1 – 2 | 1 – 2 | 2 – 1 |       |

### Gruppo E
| Pos. | Squadra           | Pt | G | V | N | P | GF | GS | DR |
| ---- | ----------------- | -- | - | - | - | - | -- | -- | -- |
| 1.   | Kayserispor       | 11 | 6 | 3 | 2 | 1 | 11 | 7  | +4 |
| 2.   | Fenerbahçe        | 11 | 6 | 3 | 2 | 1 | 13 | 6  | +7 |
| 3.   | Bayburt Grup Özel | 7  | 6 | 2 | 1 | 3 | 9  | 12 | -3 |
| 4.   | Altınordu         | 4  | 6 | 1 | 1 | 4 | 4  | 12 | -8 |

|                   | ALT   | BAY   | FEN   | KAY   |
| ----------------- | ----- | ----- | ----- | ----- |
| Altınordu         |       | 1 – 0 | 1 – 2 | 0 – 3 |
| Bayburt Grup Özel | 3 – 1 |       | 1 – 3 | 3 – 0 |
| Fenerbahçe        | 1 – 1 | 5 – 0 |       | 1 – 2 |
| Kayserispor       | 3 – 0 | 2 – 2 | 1 – 1 |       |

### Gruppo F
| Pos. | Squadra         | Pt | G | V | N | P | GF | GS | DR |
| ---- | --------------- | -- | - | - | - | - | -- | -- | -- |
| 1.   | Çaykur Rizespor | 14 | 6 | 4 | 2 | 0 | 7  | 2  | +5 |
| 2.   | Beşiktaş        | 10 | 6 | 3 | 1 | 2 | 12 | 5  | +7 |
| 3.   | Adana Demirspor | 7  | 6 | 2 | 1 | 3 | 8  | 11 | -3 |
| 4.   | Sarıyer         | 3  | 6 | 1 | 0 | 5 | 4  | 13 | -9 |

|                 | ADA   | BES   | ÇAY   | SAR   |
| --------------- | ----- | ----- | ----- | ----- |
| Adana Demirspor |       | 1 – 4 | 1 – 1 | 1 – 0 |
| Beşiktaş        | 1 – 2 |       | 0 – 1 | 3 – 1 |
| Çaykur Rizespor | 2 – 1 | 0 – 0 |       | 1 – 0 |
| Sarıyer         | 3 – 2 | 0 – 4 | 0 – 2 |       |

### Gruppo G
| Pos. | Squadra       | Pt | G | V | N | P | GF | GS | DR  |
| ---- | ------------- | -- | - | - | - | - | -- | -- | --- |
| 1.   | Galatasaray   | 12 | 6 | 4 | 0 | 2 | 20 | 8  | +12 |
| 2.   | Eskişehirspor | 12 | 6 | 4 | 0 | 2 | 11 | 6  | +5  |
| 3.   | Diyarbakır BB | 8  | 6 | 2 | 2 | 2 | 7  | 10 | -3  |
| 4.   | FBM Yaşamspor | 2  | 6 | 0 | 2 | 4 | 6  | 20 | -14 |

|               | DIY   | ESK   | GAL   | YAŞ   |
| ------------- | ----- | ----- | ----- | ----- |
| Diyarbakır BB |       | 1 – 0 | 1 – 4 | 2 – 2 |
| Eskisehirspor | 3 – 0 |       | 1 – 0 | 3 – 0 |
| Galatasaray   | 0 – 2 | 4 – 2 |       | 3 – 1 |
| FBM Yaşamspor | 1 – 1 | 1 – 2 | 1 – 9 |       |

### Gruppo H
| Pos. | Squadra         | Pt | G | V | N | P | GF | GS | DR |
| ---- | --------------- | -- | - | - | - | - | -- | -- | -- |
| 1.   | Gençlerbirliği  | 12 | 6 | 3 | 3 | 0 | 10 | 3  | +7 |
| 2.   | Konyaspor       | 7  | 6 | 2 | 1 | 3 | 10 | 7  | +3 |
| 3.   | Cizre Basraspor | 7  | 6 | 2 | 1 | 3 | 6  | 14 | -8 |
| 4.   | Giresunspor     | 6  | 6 | 1 | 3 | 2 | 5  | 7  | -2 |

|                 | CIZ   | GEN   | GIR   | KON   |
| --------------- | ----- | ----- | ----- | ----- |
| Cizre Basraspor |       | 1 – 2 | 0 – 0 | 2 – 0 |
| Gençlerbirliği  | 4 – 0 |       | 0 – 0 | 2 – 0 |
| Giresunspor     | 1 – 2 | 2 – 2 |       | 0 – 2 |
| Konyaspor       | 7 – 1 | 0 – 0 | 1 – 2 |       |

## Ottavi di finale
Agli ottavi di finale partecipano le 16 squadre qualificate dalla fase a gruppi. Le partite sono in gara secca in casa delle squadre che hanno vinto il rispettivo girone.
| Squadra 1        | Risultato             | Squadra 2           |
| ---------------- | --------------------- | ------------------- |
| 10 febbraio 2015 |                       |                     |
| Trabzonspor      | 2 – 3 (dts)           | Sivasspor           |
| 11 febbraio 2015 |                       |                     |
| Karabükspor      | 2 – 4 (dts)           | Mersin İ. Yurdu     |
| Bursaspor        | 1 – 1 (dts) (3-2 dcr) | İstanbul Başakşehir |
| Kayserispor      | 1 – 0                 | Beşiktaş            |
| Çaykur Rizespor  | 1 – 4                 | Fenerbahçe          |
| 12 febbraio 2015 |                       |                     |
| Tuzlaspor        | 1 – 3                 | Manisaspor          |
| Gençlerbirliği   | 3 – 0                 | Eskişehirspor       |
| Galatasaray      | 4 – 1                 | Konyaspor           |

## Quarti di finale
| Squadra 1                 | Totale          | Squadra 2      | Andata | Ritorno     |
| ------------------------- | --------------- | -------------- | ------ | ----------- |
| 3 marzo / 15 aprile 2015  |                 |                |        |             |
| Galatasaray               | 5 – 1           | Manisaspor     | 4 – 0  | 1 – 1       |
| 4 marzo / 14 aprile 2015  |                 |                |        |             |
| Bursaspor                 | 4 – 3           | Gençlerbirliği | 1 – 1  | 3 - 2       |
| 4 marzo / 16 aprile 2015  |                 |                |        |             |
| Mersin İ. Yurdu           | 2 – 6           | Fenerbahçe     | 1 – 2  | 1 – 4       |
| 18 marzo / 16 aprile 2015 |                 |                |        |             |
| Kayserispor               | 2 – 2 (1-3 dcr) | Sivasspor      | 1 – 1  | 1 - 1 (dts) |

## Semifinali
| Squadra 1                  | Totale | Squadra 2  | Andata | Ritorno |
| -------------------------- | ------ | ---------- | ------ | ------- |
| 28 aprile / 21 maggio 2015 |        |            |        |         |
| Bursaspor                  | 4 – 2  | Fenerbahçe | 1 – 2  | 3 – 0   |
| 30 aprile / 19 maggio 2015 |        |            |        |         |
| Galatasaray                | 5 – 3  | Sivasspor  | 4 – 1  | 1 - 2   |

## Finale
| Arbitro: | Bülent Yildirim |

|                    |           |                              |
| Yılmaz 40’ 48’ 60’ | Marcatori | 27’ (rig.) Fernandão 57’ Şen |